# キャッスル・アイランド (マサチューセッツ州)
キャッスル・アイランド (Castle Island ) は、アメリカ合衆国マサチューセッツ州サウス・ボストンのデイ・ブールヴァードに位置するボストン港の海岸。1634年から要塞となっている。1928年、細い道で本土と繋がり、「アイランド」の名は残っているが島ではなくなった。22-エーカー (8.9 ha)のリクリエーション・エリアとフォート・インディペンデンスで構成されている。

## 歴史
- 1632年: ボストン半島最南端のフォート・ヒルに防御前線として砲台が建設された。
- 1634年: 港から遠く離れた場所での港湾防御として多数ある島の1つを選んだ。イングランドからの物資運搬および連絡に船舶のみが使用された。ジョン・ウィンスロップ知事とその助言者のために最初にフル半島が調査されたが、冷たい海風があまりにも酷いためフル半島案は却下された。同年7月、トマス・ダドリーと議員の計12名がキャッスル・アイランドを訪れ、要塞に最適であると認定した。要塞設立のためそれぞれが5ポンドずつ寄付し、ロジャー・ラドロウ副知事とジョン・メイソン大佐を監督に選任した。北東にプラットフォーム2台と小さな防塁が作られた後、議会はキャッスル・アイランドを完全要塞にすべく決議した。
- 1635年: リチャード・ベリンガム副知事所有の1台を含む3台の大砲が艀で運ばれ、キャッスル・アイランドに設置された。6つの町から雇われ2人ずつで構成される守備隊が船を見つけると、船が要塞に気付いて旗をあげるまで大砲を撃った。トーマス・ビーチャー(ヘンリー・ウォード・ビーチャーの祖先)は職員の1人であった。最初の司令官はニコラス・シンプキンス大佐で、その後エドワード・ギボンズ補佐官が引き継いだ。
- 1775年: 3月6日、アフリカ系のプリンス・ホールと14名の男性たちはこの島でフリーメイソンとなった。彼らはワーシップフル・マスターであるJ・E・バットによりアイルランド船籍のイギリス軍441部隊を開始し、キャッスル・ウィリアム・アイランドと呼ばれるようになった。

北米を治めるためフランスと戦ったイギリス人によりキャッスル・ウィリアムと名付けられた。この要塞に捕らわれた者で最も有名なのは私掠船に乗っていたPierre Maisonnat dit Baptiste (1702年–1706年)である。
1797年、要塞はフォート・インディペンデンスと改名され、イギリス領北アメリカで最古の要塞の1つである。18世紀後期、マサチューセッツ州初の州刑務所として使用された。1833年から1851年、8代目として現在の建物が建てられた。アメリカ合衆国国家歴史登録財に認定されている。
アメリカ独立戦争開戦直後のボストン包囲戦の間、「キャッスル・ウィリアム」はイギリス軍の主要基地となった。マサチューセッツ陣営の中心人物たちは家族と共にイギリス支持者あるいはトーリー党としてそこに避難していた。革命時、マーシュフィールドのイギリス支持者ペルハム・ウィンスロウ少佐はキャッスル・ウィリアム司令官となった。1776年3月17日の撤収の日から数日後の3月20日、キャッスル・ウィリアムは取り壊された。

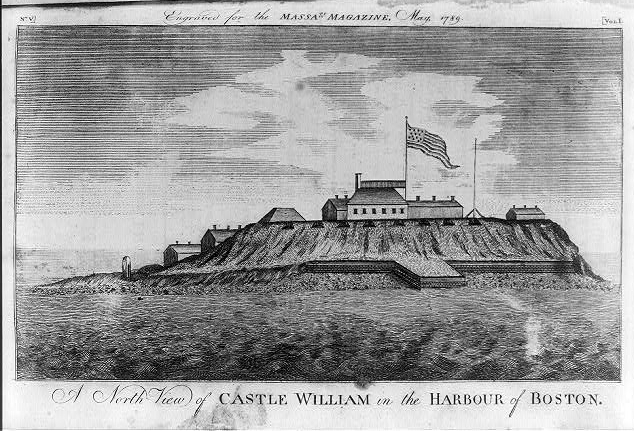
1776年に取り壊される前のキャッスル・ウィリアム
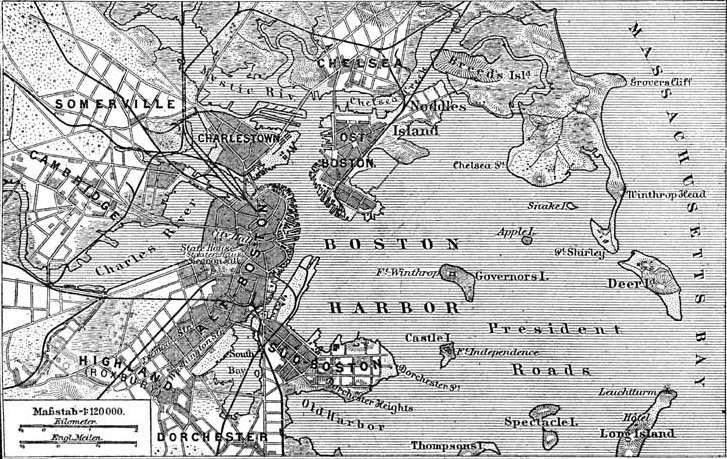
1888年のボストン港の地図ではキャッスル・アイランドは島となっている。

長年戦地として認識され、1801年初頭、キャッスル・アイランドの新たな要塞が建てられ、1812年の米英戦争においてイギリスの攻撃からボストンを守った。この島にはクリッパーの「フライング・クラウド」、「ソヴァレン・オブ・ザ・シー」を造船したドナルド・マッケイの記念碑がある。この記念碑はボストン港からマッケイが船を造っていたイースト・ボストンに面している。
当初キャッスル・アイランドは沖にやや離れていたが、港湾施設拡大で本土から島に向かって埋め立てられていき、現在歩道および車道で繋がっている。現在マサチューセッツ州公園局により州立公園として操業され、夏季はツアーも行われている。
決闘により、人気のあった男を殺害した嫌われ者が要塞の地下牢に収監されていたという言い伝えがある。またエドガー・アラン・ポーが陸軍としてキャッスル・アイランドにいた頃のことが『アモンティリヤアドの酒樽』に記されているとされる。
第二次世界大戦中、アメリカ海軍は船の消磁局として使用していた。

## 観光

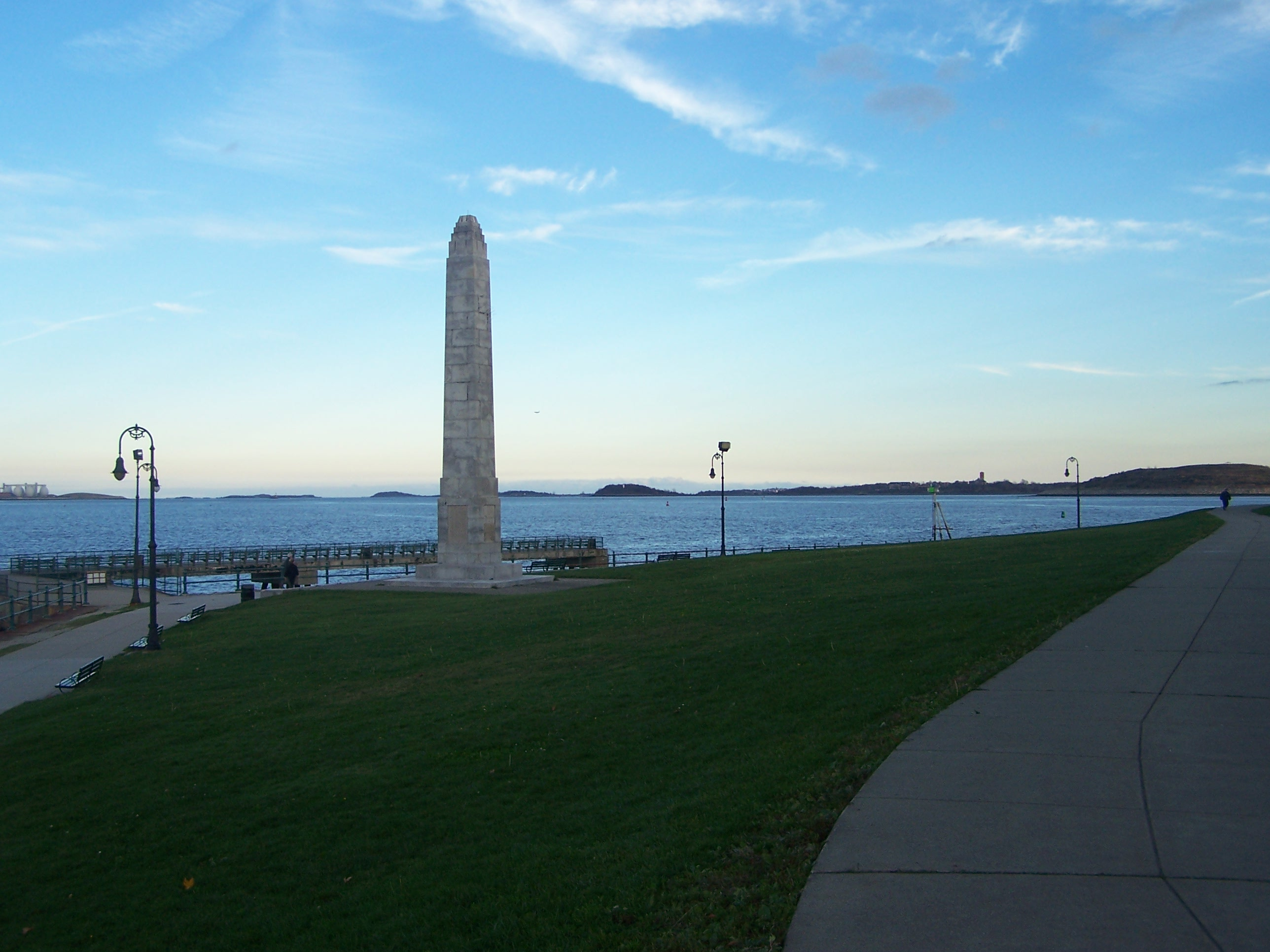
キャッスル・アイランドからの眺め

年中、一般に公開されている。5月最終月曜の戦没将兵追悼記念日の週末から9月第1月曜のレイバー・デイの週末までの12時から15時半、一般にガイド・ツアーが行われている。6月から8月の木曜19時から日没まで城壁を歩くことが許可されている。レイバー・デイから10月第2月曜のコロンブス・デーまでは毎週日曜、およびクリスマス時期の3日間だけ公開され、秋季および冬季はツアーは行われない。また10月最終週末のハロウィンでは12時から16時まで公開される。
解説展示は公園局の支援を得てキャッスル・アイランド協会が行っている。
公衆トイレは3月1日から11月最終日曜まで使用可能である。

## キャッスル・アイランドに因んだ名前
- マサチューセッツ州ボストンにあるフリーメイソンのロッジ「キャッスル・ウィリアム・ロッジNo.11」
- マサチューセッツ州ノーウッドにあるビール工場「キャッスル・アイランド・ブリューイング・カンパニー」

## 関連事項
- Vincent Potter